# Schloss Nové Město nad Metují

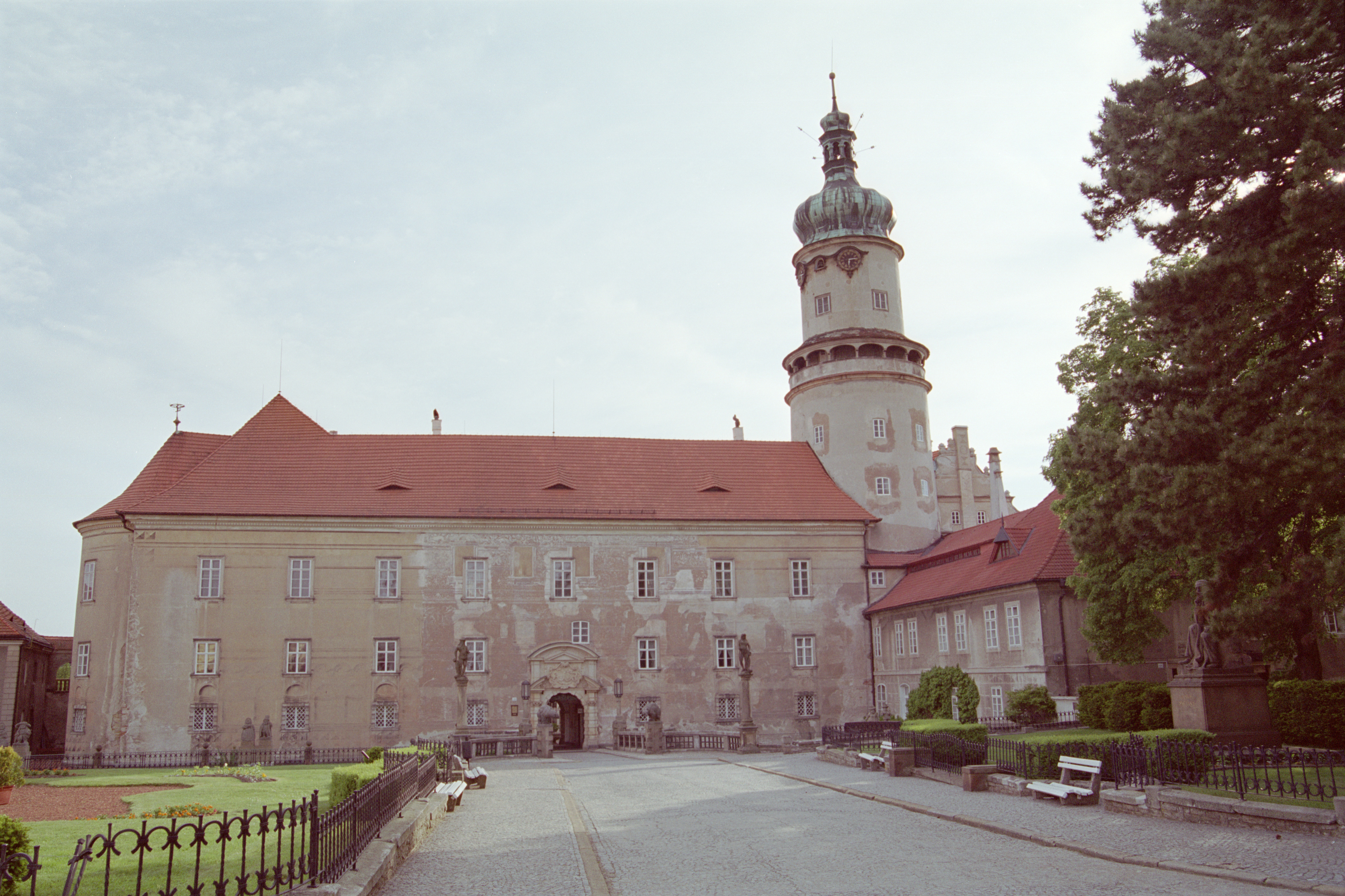
Schloss Nové Město nad Metují

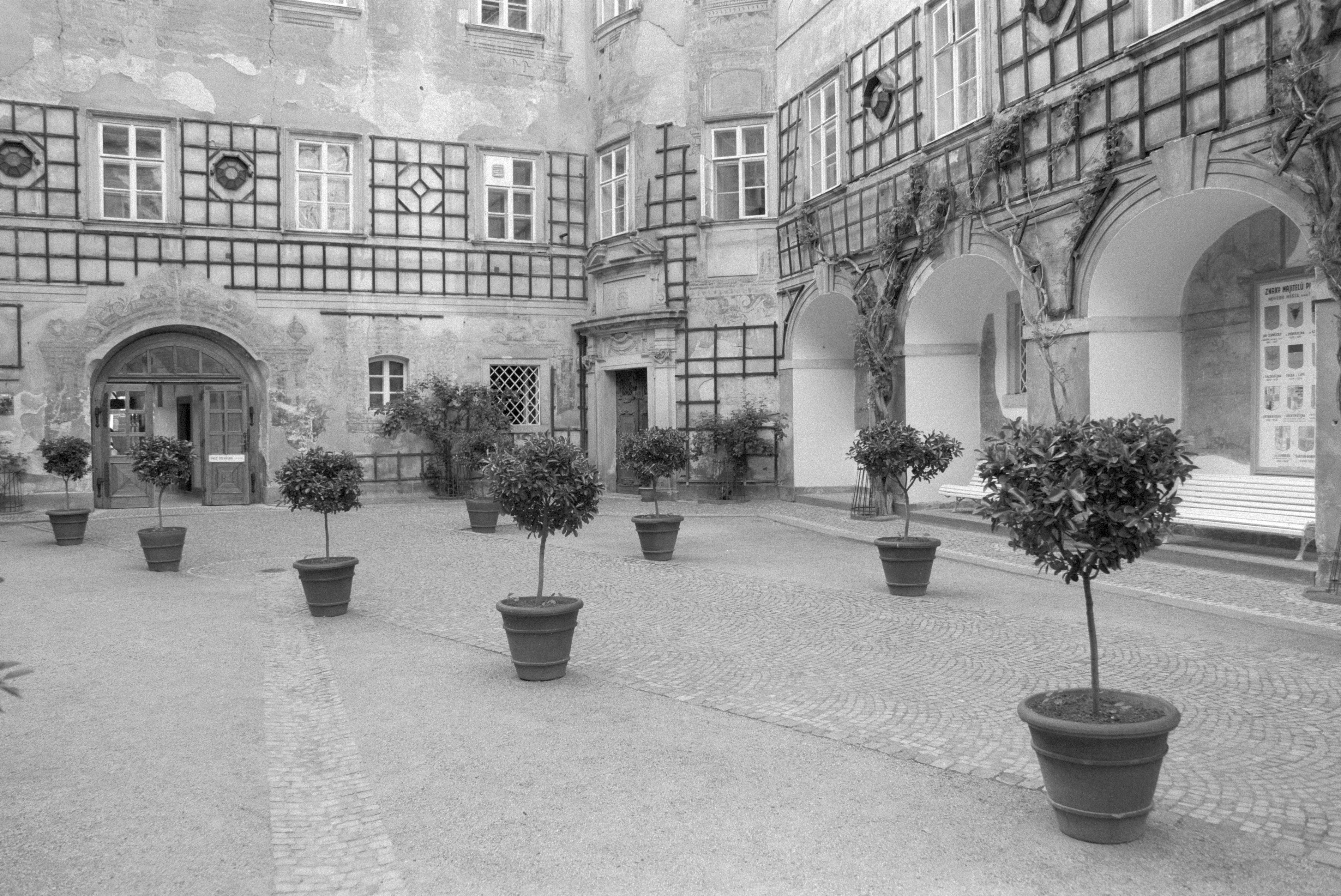
Innenhof des Schlosses

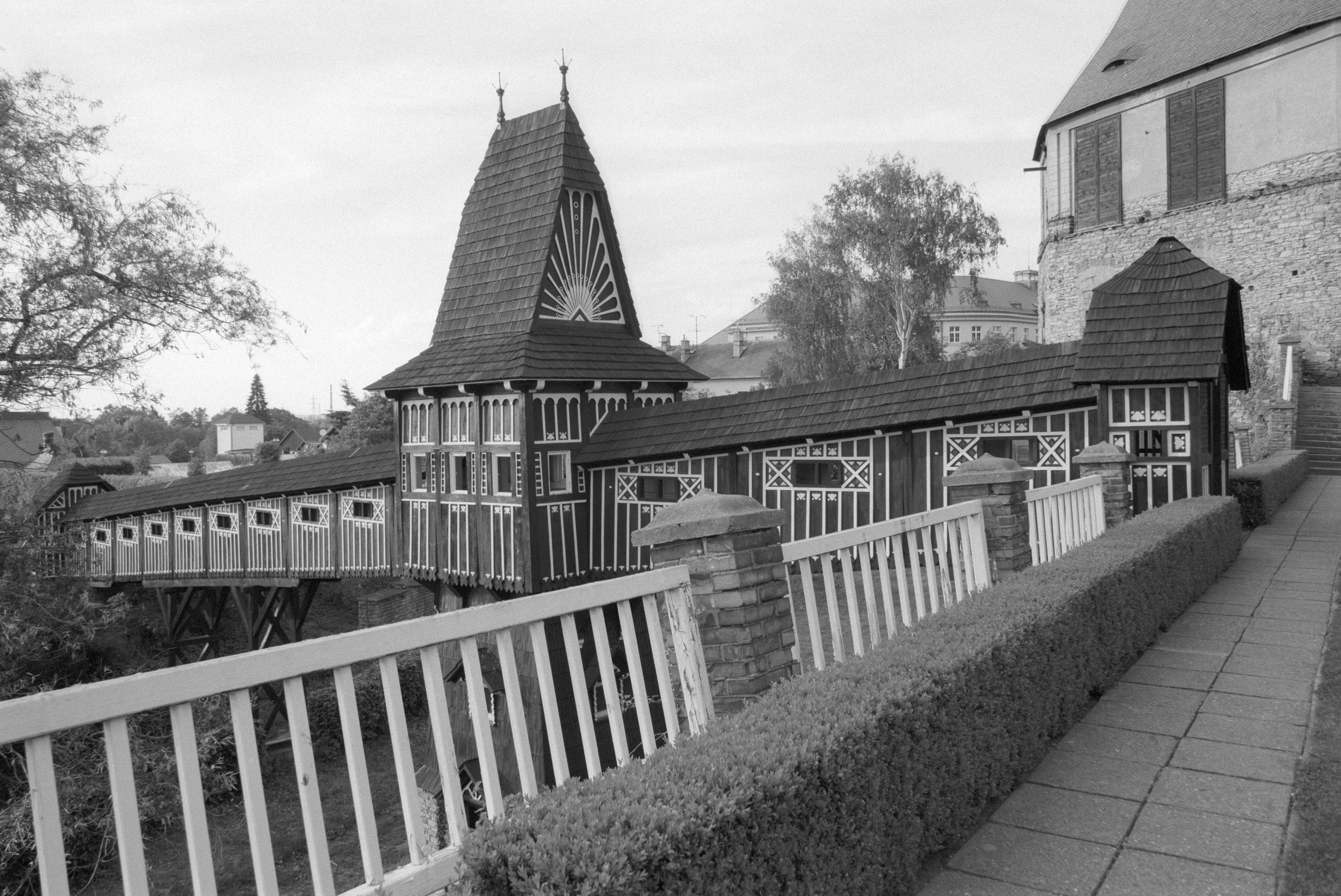
Hölzerne Brücke im Garten

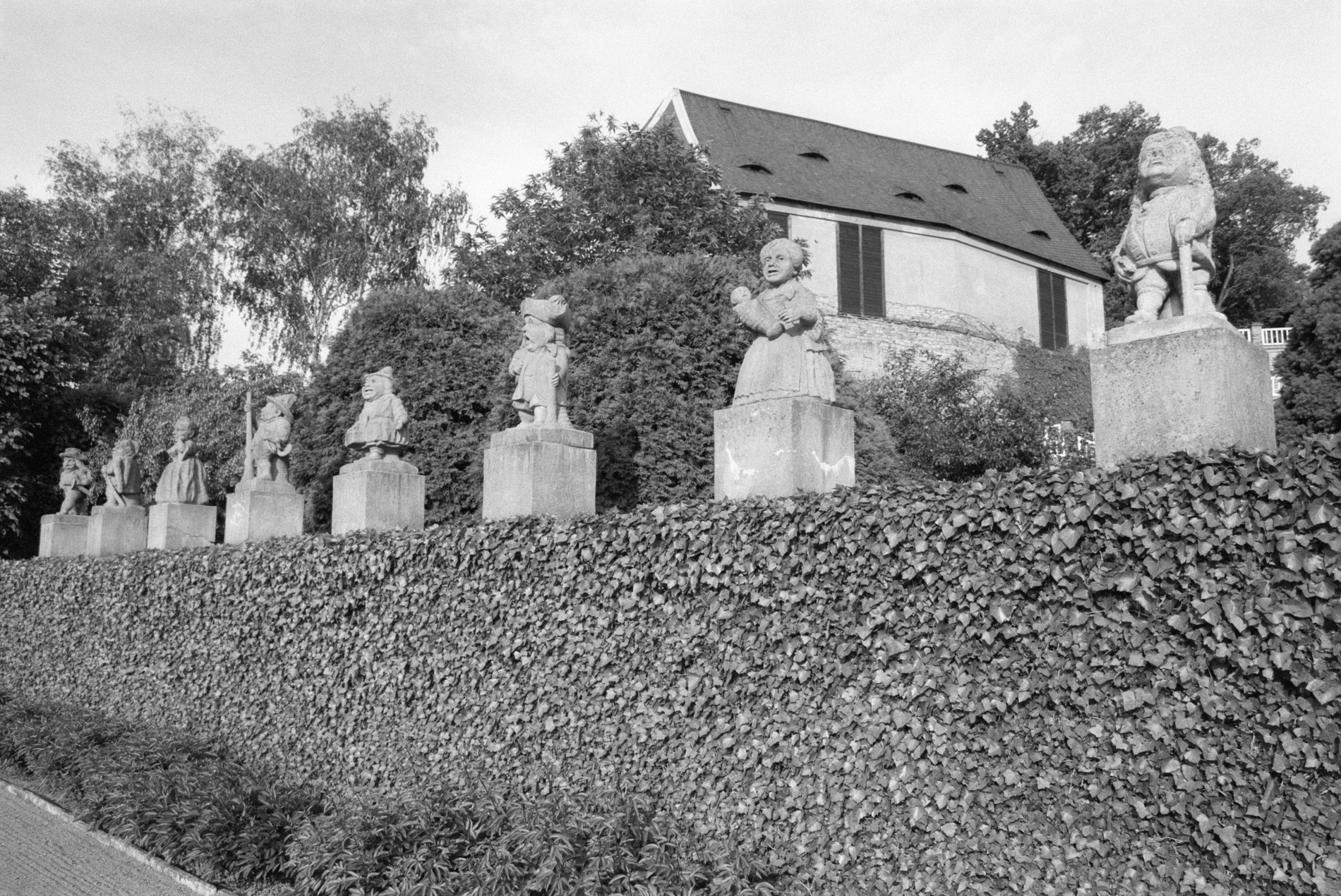
Figuren von Matthias Bernhard Braun im Schlossgarten

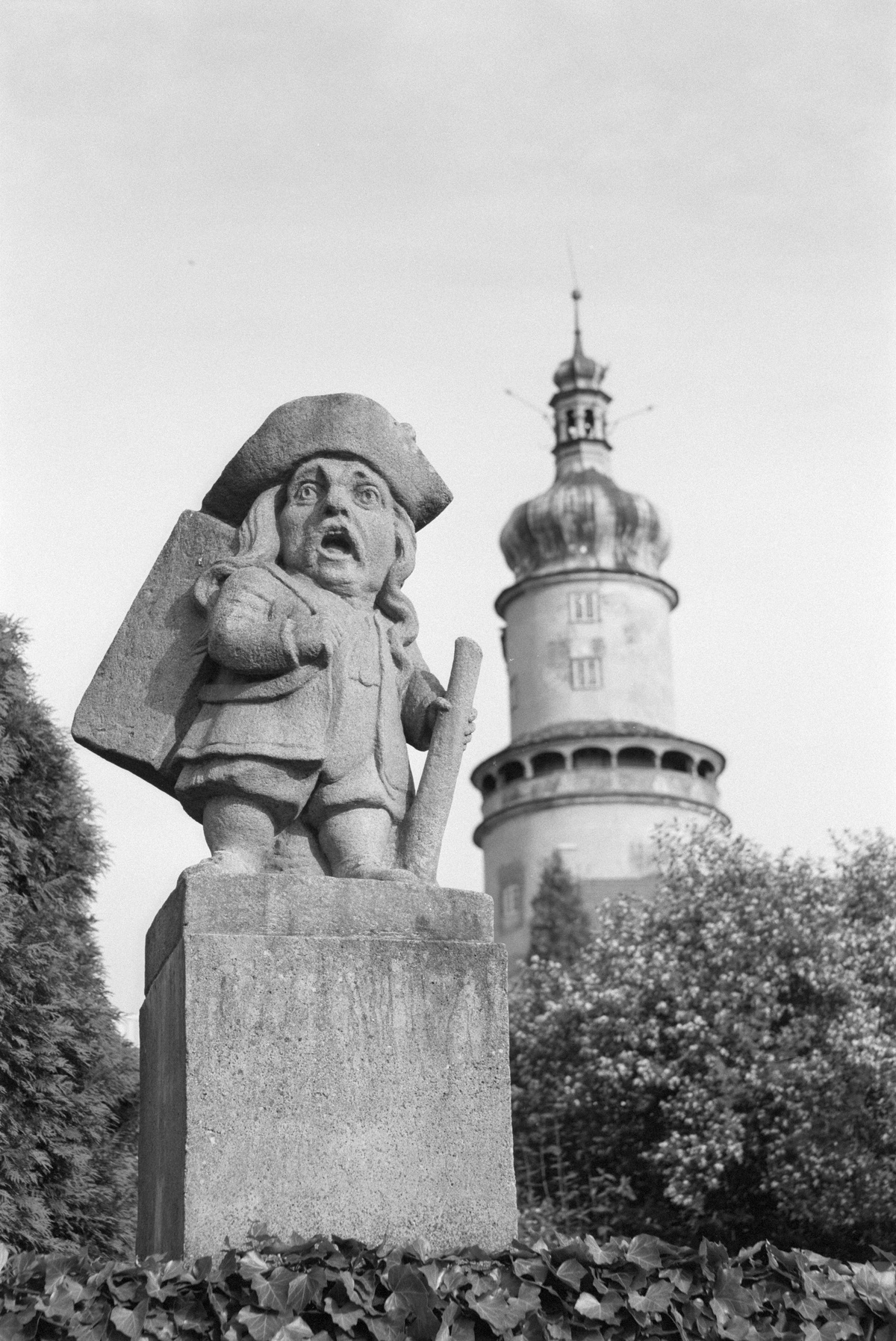
Figur von Matthias Bernhard Braun

Das Schloss Nové Město nad Metují (deutsch Schloss Neustadt an der Mettau) liegt an der Nordwestseite des Marktplatzes der gleichnamigen Stadt Nové Město nad Metují in Tschechien.

## Vom Kastell zum Schloss
Der Gründer der Stadt Nové Město nad Metují, Johann Černčický von Kácov, errichtete 1501 oder später auf der Nordwestseite des rechteckigen Marktplatzes ein Kastell, das 1528 durch Adalbert von Pernstein erworben, erweitert und umgestaltet wurde. Ab 1548 gehörte es der steirischen Adelsfamilie von Stubenberg, die es in den Jahren 1558–1568 zu einem Renaissanceschloss umbauen und erweitern ließ.
Nachdem die Nachkommen des protestantischen Rudolf von Stubenberg nach der Schlacht am Weißen Berge 1620 enteignet wurden, kamen Schloss und Herrschaft an Albrecht von Wallenstein, der es 1624 an Maria Magdalena Trčka von Lobkowitz verkaufte, die mit ihrem Mann Jan Rudolf Trčka von Lípa auf Schloss Opočno residierte. Sie verkaufte Schloss und Herrschaft Nové Město 1628 ihrem Sohn Adam Erdmann Trčka von Lípa. Nachdem dieser zusammen mit seinem Schwager Wallenstein 1634 in Eger ermordet worden war, schenkte Kaiser Ferdinand II. Nové Město seinem Feldmarschall Walter Leslie, der an dem Mordkomplott beteiligt gewesen war. Unter seiner Herrschaft wurde das Schloss 1655–1661 im Stil des Frühbarocks durch Carlo Lurago umgebaut. Die Stuckarbeiten führten Giovanni Battista Bianco und Domenico Egidio Rossi aus. Gleichzeitig wurde der Schlossturm errichtet und eine Schlosskapelle eingebaut, die durch Fabián Václav Harovnik ausgemalt wurde.
Erben der ausgestorbenen Adelsfamilie von Leslie waren 1802 die von Dietrichstein, von denen Schloss und Herrschaft ebenfalls durch Erbfall 1858 an entferntere Verwandte fielen (von Liechtenstein, von Waldstein-Wartenberg, von Lemberg). Da diese Familien jedoch nicht in Nové Město residierten, wurde das Schloss zweckentfremdet und verfiel allmählich.
1908 erwarb der Textilindustrielle Josef Bartoň das Schloss, ließ es durch die Architekten Dušan Jurkovič und Pavel Janák umsichtig renovieren und der Zeit entsprechend im Jugendstil modernisieren. Gleichzeitig wurde es mit bedeutenden Werken zeitgenössischer Kunst ausgestattet. 1948 wurde die Familie Bartoň entschädigungslos enteignet. Im Wege der Restitution bekamen ihre Nachkommen 1992 das Schloss zurück.

## Schlossgarten
Um 1910 wurden die Garten- und Parkanlagen des Schlosses durch Dušan Jurkovič umgestaltet. Die Terrassenmauer schmücken 24 Zwerge aus der Werkstatt von Matthias Bernhard Braun, die 1932 durch die Familie Bartoň erworben wurden.

## Schlosschronik
- Im Jahre 1782 war Kaiser Joseph II. Gast im Schloss.
- Auf der Durchreise nach Opočno weilte am 16. Juni 1813 der russische Zar Alexander für einige Stunden im Schloss.
- Der tschechoslowakische Präsident Tomáš Garrigue Masaryk besuchte am 13. Juli 1926 die Familie Bartoň.